# 新国民党
新国民党（しんこくみんとう、英語: New National Party, "NNP"）は、かつて存在した南アフリカ共和国の政党。

## 概要
アパルトヘイト政策を実行した国民党のイメージを脱却すべく党名を改称した。しかし党路線の対立で分裂を繰り返した結果、少数派に転落し2005年にアフリカ民族会議へ吸収合併された。

## 歴史

### 国民党の衰退と名称変更
アパルトヘイト政策の廃止に伴い、1994年に実施された初の全人種選挙でANCが最大勢力に躍進し、アパルトヘイト政策を推進した与党の国民党は、第2党となった。当初はANCと連立政権を担っていたが、1996年に政権を離脱し野党に転じた。
黒人を含む幅広い支持の獲得を目指して国民党の解党、新党結成を主張するロエルフ・メイヤーと、従来の路線継続を主張する党幹事長のマーチナス・V・シャルクウィクが対立するが、新党結成を見送った執行部に反発したメイヤーらは離党、新党『統一民主運動』を結成した。
これを受けてフレデリック・ウィレム・デクラークは党首を辞任、政界を引退しシャルクウィクが後任の党首に就任した。
シャルクウィクら執行部は保守主義とキリスト教民主主義を理念とする『新国民党』へ党名を改称した。

### 衰退
1999年の総選挙で新国民党は議席を大幅に減らし、リベラルの民主党（DP）が躍進した。シャルクウィクはANCに対抗するためDPと地方選挙での共闘で合意し、新党『民主同盟（DA）』を結成した。しかし路線対立が表面化、2001年シャルクウィクはDAを離脱したが、NNPの支持者の多くはDAに留まった。DAはNNPの支持基盤を同化させたためで、NNPは少数派に転落し上下両院への影響力はほとんど無くなった。
DAから離脱したNNPは再びANCとの協調路線を進み、2004年の総選挙でも議席増はならなかったことからANCへの合流を決定した。